# Google我的地图
Google 我的地图是一个2007年4月推出的服务，使用户可以创建自定义地图用于个人使用或分享。用户可以使用所见即所得编辑器，在Google地图上添加点、线、图形。
2014年11月，Google发布新版我的地图，旧版地图被自动升级至新版，並支援Google雲端硬碟。